# Саяни (село)
Саяни (рос. Саяны) — село Окинського району, Бурятії Росії. Входить до складу Сільського поселення Саянського.
Населення —  408 осіб (2015 рік). 